# فهرست برندگان مدال پیکاسو
مدال پیکاسو جایزه ای است که از سال ۱۹۷۵، هر سال از طرف یونسکو به موسیقیدان ها یا موسسات وابسته به موسیقی که در جهت پیشرفت موسیقی گام برداشته اند اهدا می گردد. هدف از اهدای این جایزه کمک به صلح و تفاهم و تقریب بین انسان ها است همانگونه که در منشور سازمان ملل و سازمان یونسکو به آن توجه شده است.

## دریافت کنندگان
تعدادی از دریافت کنندگان این مدال عبارتند از:
- آلیسیا آلونسو
- لئونارد برنشتاین
- نادیا بولانگر
- ژوان بروسا
- نصرت فتح علی خان
- اوکتاویو پاز
- محمدرضا شجریان
- دمیتری شوستاکویچ
- اسکار پترسون
- یهودی منوهین
- هربرت فون کارایان
- طاهر صلاحوف